# Język buru
Język buru (li fuk Buru) – język austronezyjski używany w prowincji Moluki w Indonezji, przez grupę etniczną Buru zamieszkującą wyspę o tej samej nazwie. Według danych z 1989 roku ma ponad 30 tys. użytkowników w Indonezji. 
Z danych Ethnologue (wyd. 18) wynika, że jest w użyciu w 70 wsiach na wyspie Buru. Posługuje się nim rdzenna ludność wyspy (określająca się jako orang Buru asli, buru: geb fuka, geb fuk Buru). Pewni jego użytkownicy zamieszkują także Ambon, Dżakartę i Holandię (2 tys. osób).
Dzieli się na kilka dialektów: buru centralny (rana, wae geren, wae kabo), fogi (li emteban, tomahu), masarete (buru południowy), wae sama (waesama). Różnice dialektalne dotyczą przede wszystkim leksyki. C.E. Grimes jako dialekt buru rozpatruje również dość odrębny język lisela (li enyorot). Wzajemna zrozumiałość między lisela a pozostałymi dialektami buru przybiera ograniczony charakter. Sami mieszkańcy wyspy wyróżniają jednak jeden język buru. W użyciu są także języki indonezyjski i malajski amboński. W buru występują zapożyczenia z malajskiego oraz ternate, portugalskiego i niderlandzkiego.
Istnieje rejestr tabu zwany „li garan”, używany na pewnym obszarze dżungli w północno-zachodniej części wyspy (Garan). Polega na zamianie słownictwa (rzeczowników, czasowników i przymiotników), przy zachowaniu gramatyki (składni i morfologii) buru. Służy również jako tajny język wśród użytkowników dialektu rana.
W latach 80. i 90. XX w. wciąż był szeroko znany, choć stopień jego użycia różnił się w zależności od miejscowości. Odnotowano, że w wieloetnicznych społecznościach muzułmańskich, gdzie ludność Buru stanowi mniejszość, przeważa lokalny malajski, również w sferze domowej. Pod wpływem kontaktów z ludnością napływową dialekty lisela i fogi zostały w znacznej mierze wyparte przez malajski. Lisela i fogi przestały być wykorzystywane w interakcjach z młodszym pokoleniem. W społecznościach chrześcijańskich, a także tych, które zachowują tradycyjne wierzenia, buru pozostał powszechnie używanym środkiem komunikacji. Na wybrzeżu północnym występują użytkownicy języka sula, a wybrzeża zachodnie i południowe zamieszkują migranci z wysp Celebesu Południowo-Wschodniego.
Szeroko zakrojone badania nad językiem buru prowadzili w latach 80. XX wieku australijscy misjonarze i etnografowie: Charles E. Grimes i Barbara Dix Grimes.
Jest zapisywany alfabetem łacińskim.

## System dźwiękowy
W języku buru występuje pięć samogłosek oraz siedemnaście rodzimych spółgłosek. W taki oto sposób przedstawia się jego system dźwiękowy:
|             | wargowe | apikalne | laminalne | tylnojęzykowe |
| ----------- | ------- | -------- | --------- | ------------- |
| zwarte      | p b     | t d      | tʃ (dʒ)   | k g           |
| szczelinowe | f       | s        |           | h             |
| nosowe      | m       | n        |           | ŋ             |
| boczne      |         | l        |           |               |
| drżące      |         | r        |           |               |
| półotwarte  | w       |          | j         |               |

|             | przednie | centralne | tylne |
| ----------- | -------- | --------- | ----- |
| przymknięte | i        |           | u     |
| średnie     | e        |           | o     |
| otwarte     |          | a         |       |